# South Brother Island
South Brother Island est une petite île de 2,83 hectares située dans l'East River, entre le Bronx (dont elle dépend administrativement) et Rikers Island, à New York. Elle est associée à la North Brother Island dont elle n'est séparée que de quelques centaines de mètres ; ensemble, les deux Brother Islands possèdent une aire de 81 423 m2. 

## Histoire
Jusque dans les années 1960, l'île faisait partie de l'arrondissement du Queens, mais elle fait aujourd'hui partie de l'arrondissement du Bronx. L'île a longtemps été privée, et Jacob Ruppert, ancien magnat de la brasserie et ancien propriétaire de l'équipe de baseball des Yankees de New York, y possédait une maison d'été, mais personne n'a habité sur l'île depuis, et il n'y existe plus d'habitations. 
L'île est actuellement la propriété de la ville de New York qui l'a rachetée en novembre 2007 pour 2 000 000 de dollars[réf. nécessaire] à Hampton Scows, entreprise basée à Long Island, qui payait rigoureusement ses taxes de propriété chaque année. L'entreprise avait acquis l'île pour la somme de 10 dollars en 1975.
La ville envisage d'en faire un sanctuaire pour la vie sauvage.[réf. souhaitée]
L'île recouverte de broussailles et d'une forêt dense abrite différentes espèces d'oiseaux, tels que les bihoreaux gris, les grandes aigrettes, les aigrettes neigeuses ou encore les cormorans à aigrettes.